# ムサ・モグシコフ
ムサ・モグシコフ（Musa Mogushkov、1988年2月6日 - ）は、ロシアの柔道家。ロシアのイングーシ共和国・ナズラン出身。階級は66kg級。身長170cm。

## 経歴
柔道は8歳の時に始めた。
2010年の世界選手権では、4回戦で日本の森下純平に大外刈で一本負けした。2011年の世界選手権では、準決勝で日本の海老沼匡に背負投で一本負けするが3位となった。2012年7月のロンドンオリンピックでは初戦で敗れた。2013年からは階級を73kg級へ上げることになった。2014年には地元ロシアで開催された世界選手権で3位となった。2016年のリオデジャネイロオリンピックには出場できなかった。

## 主な戦績
66kg級での戦績
- 2004年 - ドイツジュニア国際 3位
- 2005年 - ウクライナジュニア国際 2位
- 2006年 - ロシアジュニア国際 3位
- 2006年 - オーストリアジュニア国際 優勝
- 2006年 - 世界ジュニア 7位
- 2007年 - フランスジュニア国際 3位
- 2007年 - ベルギージュニア国際 3位
- 2007年 - ヨーロッパジュニア 3位
- 2008年 - ロシア国際 2位
- 2008年 - オランダ国際 3位
- 2009年 - グランドスラム・モスクワ 5位
- 2009年 - グランドスラム・リオデジャネイロ 3位
- 2009年 - ヨーロッパU23柔道選手権大会 3位
- 2010年 - ワールドマスターズ 3位
- 2010年 - ワールドカップ・サンパウロ 3位
- 2010年 - グランドスラム・モスクワ 優勝
- 2010年 - グランプリ・アブダビ 優勝
- 2010年 - グランドスラム・東京 2位
- 2011年 - グランドスラム・パリ 5位
- 2011年 - ヨーロッパ選手権 5位
- 2011年 - グランドスラム・モスクワ 3位
- 2011年 - グランドスラム・リオデジャネイロ 優勝
- 2011年 - 世界選手権 3位
- 2011年 - グランドスラム・東京 2位
- 2012年 - ワールドマスターズ 5位

73kg級での戦績
- 2013年 - グランプリ・サムスン 優勝
- 2014年 - グランプリ・デュッセルドルフ 3位
- 2014年 - グランプリ・トビリシ 3位
- 2014年 - グランプリ・ハバナ 3位
- 2014年 - 世界選手権 3位
- 2014年 - 世界団体 2位
- 2014年 - グランドスラム・アブダビ 2位
- 2015年 - グランドスラム・チュメニ 3位
- 2015年 - グランプリ・チェジュ 3位
- 2015年 - グランドスラム・東京 3位
- 2016年 - グランドスラム・チュメニ 優勝
- 2016年 - グランドスラム・アブダビ 3位
- 2017年 - ヨーロッパ選手権 2位
- 2017年 - グランドスラム・アブダビ 2位
- 2018年 - グランプリ・アガディール 2位
- 2018年 - ヨーロッパ選手権 団体戦 3位
- 2018年 - 世界団体 3位
- 2018年 - グランドスラム・アブダビ 3位
- 2018年 - グランプリ・ハーグ 優勝
- 2019年 - ヨーロッパ競技大会 団体戦 優勝
- 2019年 - グランプリ・ザグレブ 3位
- 2019年 - グランドスラム・ブラジリア 優勝
- 2021年 - ヨーロッパ選手権 3位
- 2021年 - 東京オリンピック混合団体 5位

（出典、JudoInside.com）